# Ferrandina
Ferrandina ist eine italienische Gemeinde in der Provinz Matera in der Region Basilikata.
In Ferrandina leben 7922 Einwohner (Stand am 31. Dezember 2023). Der Ort liegt 35 km südwestlich von Matera. Die Nachbargemeinden sind Craco, Grottole, Miglionico, Pisticci, Pomarico, Salandra und San Mauro Forte.
Urkundlich erwähnt wurde Ferrandina das erste Mal im Jahr 1490. Der Ort wurde gegründet, als ein Bergrutsch den alten Ort zerstörte.
Sehenswert im Ort ist die Kirche Chiesa di S. Domenico.
Eine örtliche kulinarische Spezialität sind Oliven der Sorte Majatica di Ferrandina. Sie werden in der Stadt selbst, im Tal des Basento und der näheren Umgebung angebaut. Sie werden zu Tisch gereicht, aber auch zu kalt gepresstem Olivenöl verarbeitet.